# Hillareds kyrka
Hillareds kyrka är en kyrkobyggnad belägen i Hillared, Svenljunga kommun. Sedan 2006 tillhör kyrkan Sexdrega församling (tidigare Hillareds församling) i Göteborgs stift. 

## Kyrkobyggnaden
Kyrkan uppfördes troligen någon gång på 1100-talet i vad som blev Hillareds socken. Den är byggd av sten och i romansk stil. Läktaren målades 1729 av Jacob Magnus Hultgren. År 1816 revs det gamla koret, då skador i grunden hade upptäckts. Detta berodde på det Lilliehöökska gravkoret under golvet, som hade påverkat hållfastheten. Ett nytt kor byggdes, som fick samma bredd som långhuset. Nya fönster och en ny dörr å södra sidan tillkom. Taket välvdes. Predikstolen flyttades. Efterhand byggdes också ett vapenhus. Alla fönster har blyinfattat glas. Vid restaureringen 1902 tillkom takmålningar och en altartavla utförd av Reinhold Callmander.

## Klockstapel och klockor
Intill kyrkan står en klockstapel från 1400-talet. Storklockan är av en senmedeltida normaltyp och saknar inskrift.

## Inventarier

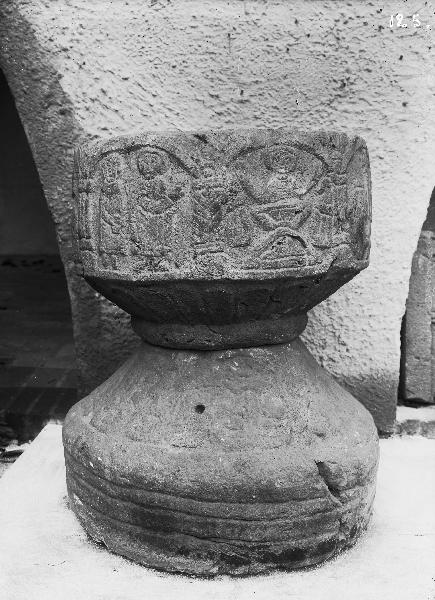
Dopfunten med detaljer:
Jesus och Longinus
Jesus i en dopfunt
Två heliga.
Jesu födelse.
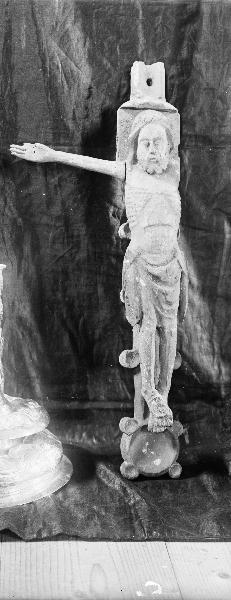
Processionskrucifix.

- Dopfunten av sandsten är tillverkad under 1100-talet i två delar. Höjd: 94 cm. Upphovsman är stenmästaren Andreas, som är känd till namnet genom att han signerat två av sina dopfuntar: de som ursprungligen tillhört Gällstad och Finnekumla kyrkor, idag på Statens historiska museum. Cuppan är cylindrisk med skrånande undersida, vilken är täckt av uppåtriktade, rundade fjäll och avslutad med en vulst. På randen två koncentriska cirklar. Runt livet finns en sju arkadfält med följande scener och figurer: 1) Den korsfäste Kristus och Longinus 2) En fågel 3) En fransk linlja 4) Guds lamm 5) Kristus i en dopscen 6) Två heliga 7) Kristi födelse. Mellan scenerna räfflade kolonner. I cuppan finns fyra kors. Foten är rund, uppåt skrånande och med räfflad fotskiva. Den har nedåtriktade fjäll och ansiktsmasker. Centralt uttömningshål.[3]
- Krucifixet i kyrkan är från 1200- eller 1300-talet.
- Predikstolen tillverkades på 1600-talet.
- Två ljuskronor av malm är från mitten av 1600-talet.
- Till höger i koret står Gälaredsbänken från 1649. Där hade herrskapet på Gälared sin plats. Bänken donerades till kyrkan av Nils Lilliehök och Virginia Hand, som var de första som hade sin plats där. De skänkte också till kyrkan en predikstol och kyrksilvret. Detta hände sedan danska soldater härjat i trakten 1676-1678. Då hade kyrkväktaren gömt undan silvret i skogen men det kom aldrig av någon anledning till rätta.
- Den gamla kyrkdörren är bevarad. På den kan man se 5 hål  ”av genomskutne kulor ” –  ett spår av danskarnas fejder.
- En kamin köptes först 1888. Den fungerade ibland otillfredsställande. År 1892 skriver dåvarande kyrkoherden, prosten Ludvig Svedberg, i ett protokoll med blyerts: ” bläcket fruset.”
- Under 1900-talets början skaffades en altartavla målad av Reinhold Callmander. Han utförde även målade dekorationer i kyrkan, vilka ännu är bevarade. Innertaket i kyrkan är målat som en öppen himmel med moln.
- Man ser i kyrkan tre släktvapen: två med det Lilliehöökska vapnet och ett med det Schedvinska. På 1930-talet restaurerades gravkoret under golvet. Senast har kyrkan ytterligare renoverats med bland annat nytt golv och ett fristående altare.
- Vid renoveringen på 1930-talet fann man i gravkoret bl.a. kvarlevorna av Virginia Hand ” vilande på en djup bädd av humleblommor och helt svept i tjockt gult , synnerligen väl bibehållet atlassiden.”  I gravkoret finns 15 kistor innehållande 23 döda.
- På väggen utanför koret sitter en stentavla med text. Den berättar att Gyrid Gunnarsdotter Gylta på Gälared skänkte den s.k. ottesångsängen vid Kila till kyrkan. Villkoret var att vissa gudstjänster skulle hållas i kyrkan varje år som till exempel juldagen, påskdagen och pingstdagen. Om detta inte skedde skulle ängen återtagas. Tavlan sattes upp 1686 200 år efter Gyrids död. Den utmärkte hennes grav. Texten förtäljer också att Gyrids far Gunnar Gylte gjorde sjön Såkens utlopp djupare. Man hettade upp berget genom att bränna 300 sidor fläsk. Därefter kyldes berget med vatten för att det skulle spricka. Utloppet drev förmodligen ett vattenhjul till en kvarn, som genom sprängningen fick större kapacitet.

## Orgeln
År 1883 fick kyrkan en orgel byggd av Salomon Molander. Nuvarande orgel ersatte 1975 den föregående orgeln byggd av Josef Johansson i Tostared. Den nya orgeln byggdes av Anders Persson i Viken. Den har tretton stämmor fördelade på två manualer och pedal. Fasaden härstammar från 1883 års orgel.

## Bilder

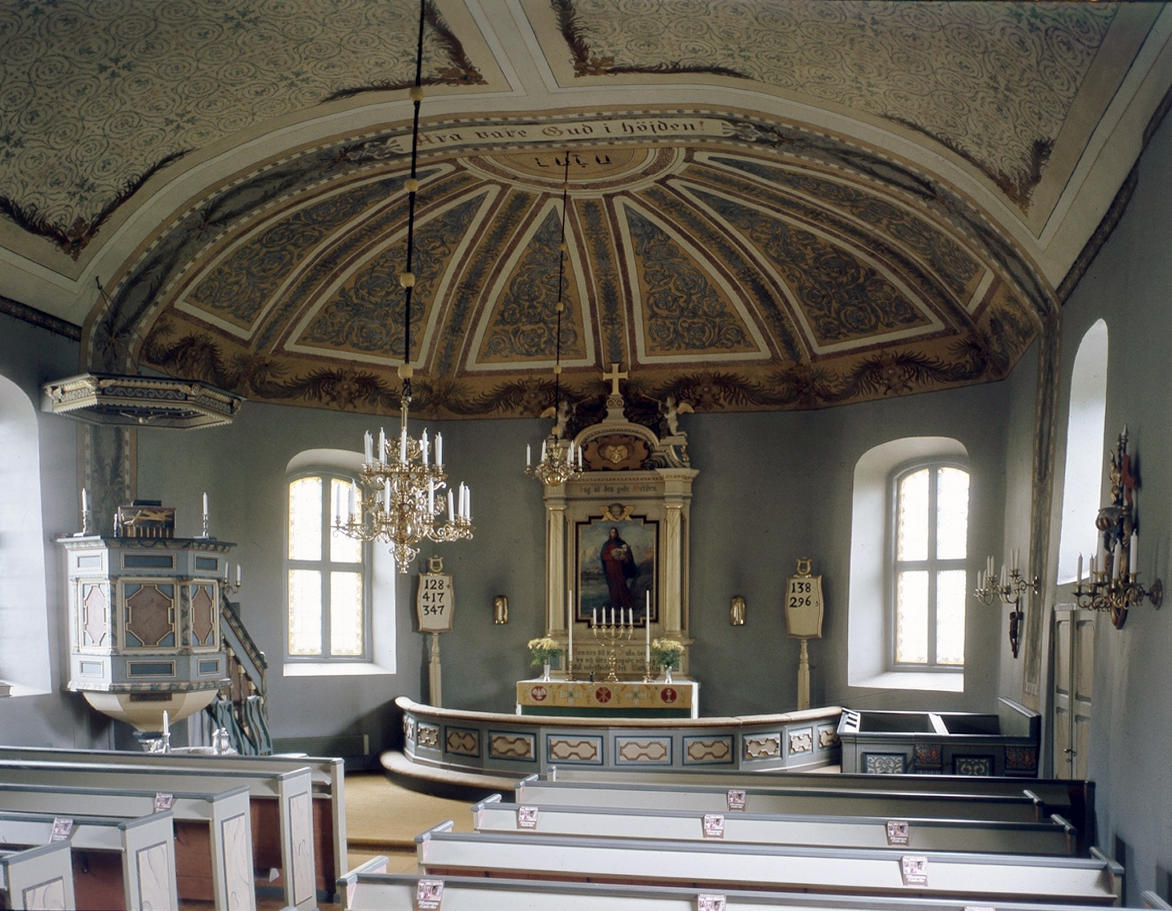
Kyrkans interiör mot koret 1978.
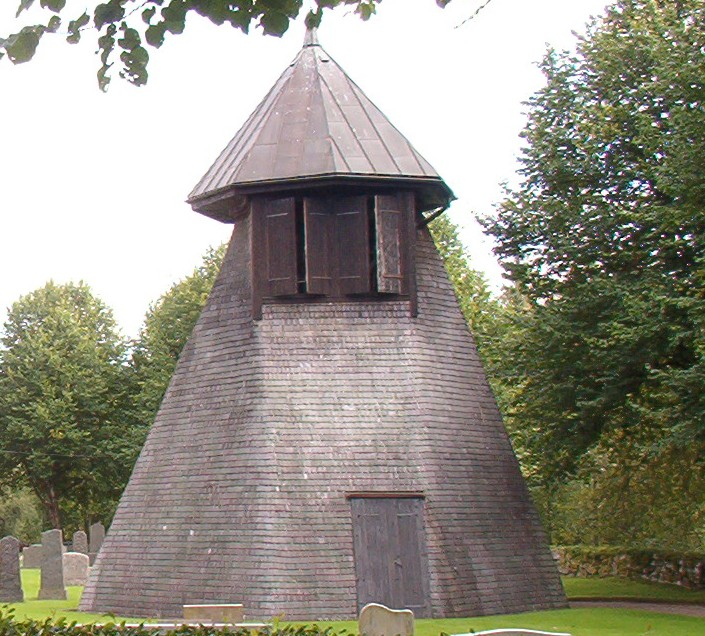
Klockstapeln.